# 科比·梅努
科比·博阿滕·梅努（英語：Kobbie Boateng Mainoo，2005年4月19日—），加納裔英格蘭足球運動員，司職中場，現效力英超球隊曼聯。英格蘭足球代表隊成員。

## 球會生涯
2023-2024賽季，梅努獲提拔至一隊，其表現受到球迷和球評家的一致好評，並於季尾的英格蘭足總盃決賽入球，協助球隊擊敗同市宿敵曼城奪冠。

## 國家隊生涯
2024年6月，梅努入選了英格蘭隊參加2024年歐洲國家盃的26人名單。

## 榮譽
曼聯U18
- 英格蘭足總青年盃冠軍 : 2021–22[3]

曼聯
- 英格蘭聯賽盃冠軍 : 2022–23
- 英格蘭足總盃冠軍 : 2023–24[4]

英格蘭國家隊
- 歐洲國家盃亞軍 : 2024[5]

## 外部連結
- Profile （页面存档备份，存于） at the Manchester United F.C. website